# 李士允
李士允（1491年—？），字子中，號少泉，河南開封府祥符縣人，軍籍，明朝政治人物。

## 生平
河南鄉試第十一名舉人。正德十二年（1517年）中式丁丑科會試第三十三名，登第三甲第一百一十五名進士。刑部观政，授苏州府推官，历官淮安府同知，嘉靖十年（1531年）四月升山东按察司佥事，沂州兵备，轉江西布政司参议、浙江按察司副使，十七年十月升本省布政使司右参政，回籍听勘，改调。

## 家族
曾祖李實，曾任壽官；祖父李安，曾任壽官；父李環，曾任通判。母沈氏。重庆下。兄士光（仪宾）。弟士先（监生）、士完（仪宾）、士凭、士宽。